# Paniestichus
Paniestichus is een geslacht van kevers uit de familie van de loopkevers (Carabidae). De wetenschappelijke naam van het geslacht is voor het eerst geldig gepubliceerd in 2011 door Will.

## Soorten
Het geslacht Paniestichus is monotypisch en omvat slechts de volgende soort:
- Paniestichus subsolianus Will, 2011